# 中島稔
中島 稔（なかしま みのる）は、日本の技術者。工学博士。大阪工業大学機械工学科卒業。ナカシマプロペラ代表取締役副社長・副会長（創業者中島善一の四男）。ナカシマホールディングス副会長。（財）協和協会理事、第3代新エネルギー委員長。
大阪工業大学機械工学科を卒業と同時にナカシマプロペラに入社し，日本舶用機器開発協会と共同で、現在では大型商船のほとんどが採用する「キーレスプロペラ」の開発に成功。その後、ナカシマプロペラは船舶用プロペラで世界一のトップシェアを誇る「匠のプロペラ技術」を持つ企業に成長し、海上自衛隊向け潜水艦プロペラの製造も国内シェアトップ。

国際ロータリークラブの地区委員長をしていた1967年当時から世界各国から交換留学生をホストファミリーとして迎えいれており、中島記念財団の役員として世界中からナカシマプロペラ本社のある岡山県へ海外留学生誘致を支援している。